# Victor Harbor
Victor Harbor ist eine Stadt im australischen Bundesstaat South Australia und liegt etwa 85 km südlich von Adelaide. Die Stadt hat 10.380 Einwohner und liegt am Südrand der Fleurieu-Halbinsel in der Encounter Bay.

## Geschichte
Victor Harbor wurde 1837 als Walfangstation gegründet und war zeitweise der wichtigste Hafen in Südaustralien. Bis zur Mitte des 19. Jahrhunderts war der Export von Walöl der wichtigste Wirtschaftszweig. Der letzte Wal wurde dort 1872 angelandet. Bis 1921 hieß die Stadt Port Victoria.
Obwohl das Wort harbour im australischen Englisch mit ou geschrieben wird, wird Victor Harbor, ebenso wie einige andere Häfen in Südaustralien, nur mit o geschrieben, vermutlich auf Grund eines Schreibfehlers seitens eines der ersten Surveyor Generals von Südaustralien.

## Touristisches

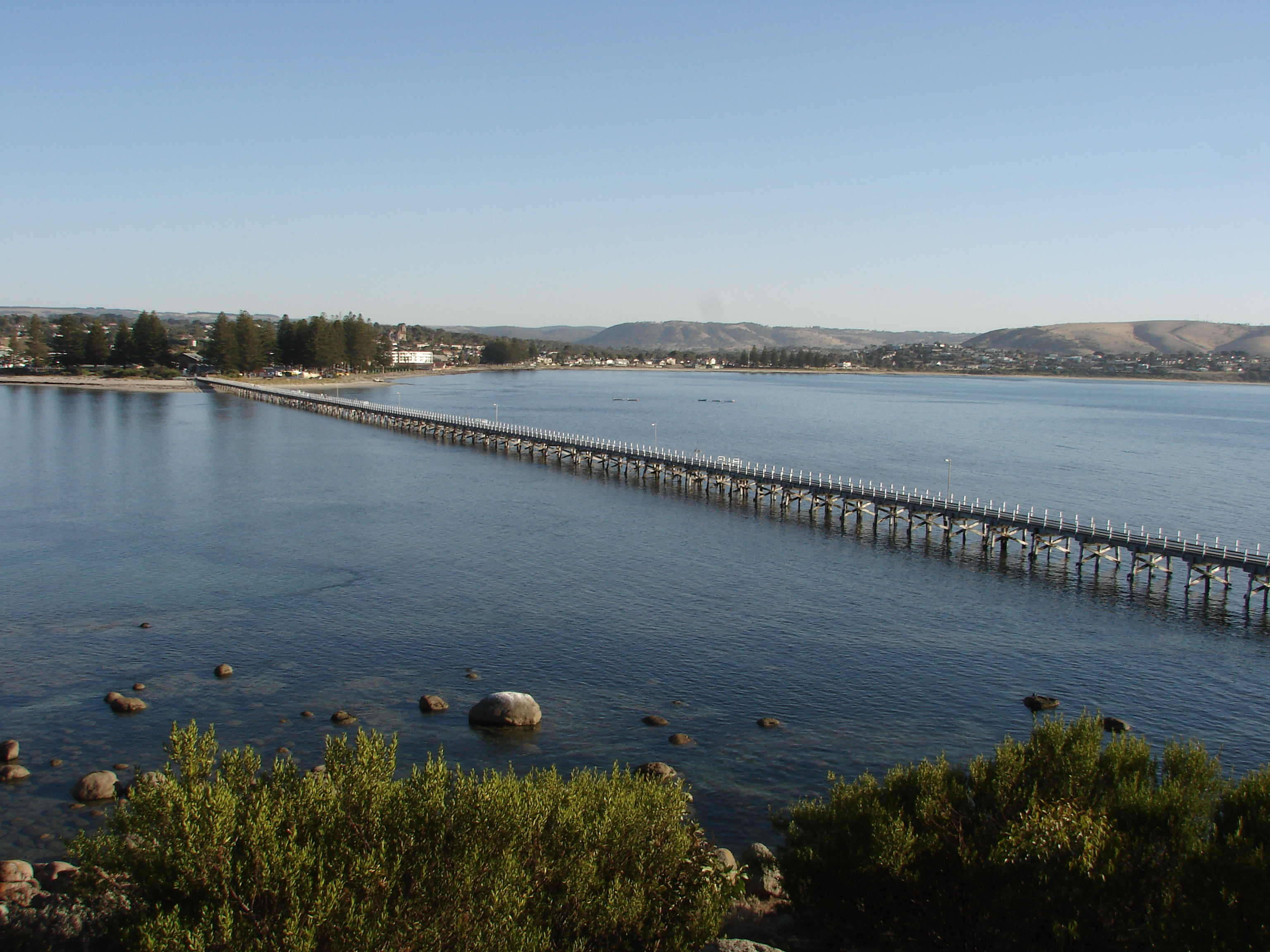
Die Encounter Bay und Victor Harbor von Granite Island aus gesehen

Heute ist der Ort vor allem ein Ausflugs- und Tourismusziel in Reichweite der Metropole Adelaide und beherbergt in der Ferienzeit bis zu 40.000 Urlaubsgäste.
Eine Attraktion ist eine pferdegezogene Straßenbahn, mit der man über einen mehrere hundert Meter langen Steg zur vorgelagerten Granite Island kommt (Victor Harbor Horse Drawn Tram). Auch zu Fuß ist dieser Steg begehbar. Ein naturkundlicher Rundweg mit einigen Aussichtspunkten führt über den Klippensaum dieser als Naturpark geschützten Insel. Nach Einbruch der Dunkelheit kann man auf einer geführten Tour die Pinguine der auf der Insel gelegenen Pinguin-Schutzstation beobachten.
In den südlichen Wintermonaten von Juni bis September kann man von der Insel aus oder auf speziellen Bootstouren Wale beobachten.
Eine weitere touristische Attraktion ist die historische Dampfeisenbahn nach Goolwa.
Der feine Sandstrand fällt sehr sanft zur Bucht hin ab und ist ein beliebter Familien-Badestrand. Bei normalen Wetterverhältnissen sorgt die vorgelagerte Insel für eher ruhiges Wasser in der Bucht, so dass der Strand auch bei Surf-Anfängern, die diesen Sport erlernen wollen, recht beliebt ist.

## Klima
|                       | Jan  | Feb  | Mär  | Apr  | Mai  | Jun  | Jul  | Aug  | Sep  | Okt  | Nov  | Dez  |   |       |
| Mittl. Tagesmax. (°C) | 24,5 | 24,5 | 23,4 | 21,0 | 18,5 | 15,9 | 15,4 | 16,2 | 18,2 | 20,1 | 21,8 | 23,5 | ⌀ | 20,2  |
| Mittl. Tagesmin. (°C) | 15,1 | 15,4 | 14,2 | 12,0 | 10,1 | 8,4  | 7,7  | 8,0  | 9,0  | 10,4 | 12,2 | 13,8 | ⌀ | 11,3  |
|                       |      |      |      |      |      |      |      |      |      |      |      |      |   |       |
| Niederschlag (mm)     | 20,9 | 19,7 | 23,0 | 43,0 | 61,6 | 71,2 | 74,8 | 67,4 | 56,2 | 45,5 | 28,0 | 24,1 | Σ | 535,4 |
|                       |      |      |      |      |      |      |      |      |      |      |      |      |   |       |
| Regentage (d)         | 4,4  | 4,4  | 6,5  | 10,1 | 13,7 | 15,3 | 16,5 | 16,3 | 13,7 | 11,4 | 7,8  | 6,5  | Σ | 126,6 |

| 15,1 |

| 15,4 |

| 14,2 |

| 12,0 |

| 10,1 |

| 8,4 |

| 7,7 |

| 8,0 |

| 9,0 |

| 10,4 |

| 12,2 |

| 13,8 |

| 15,1 |

| 15,4 |

| 14,2 |

| 12,0 |

| 10,1 |

| 8,4 |

| 7,7 |

| 8,0 |

| 9,0 |

| 10,4 |

| 12,2 |

| 13,8 |

| N i e d e r s c h l a g | 20,9 | 19,7 | 23,0 | 43,0 | 61,6 | 71,2 | 74,8 | 67,4 | 56,2 | 45,5 | 28,0 | 24,1 |
|                         | Jan  | Feb  | Mär  | Apr  | Mai  | Jun  | Jul  | Aug  | Sep  | Okt  | Nov  | Dez  |